# Террористическая группа

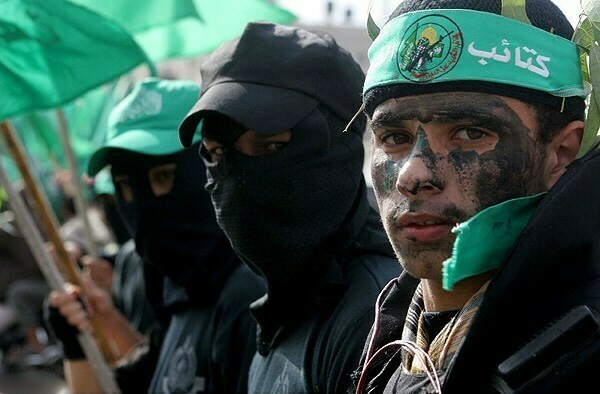
Члены исламистской группировки Бригады «Изз ад-Дин аль-Кассам»

Террористическая группа, или террористическая группировка (англ. terrorist group), — объединение индивидуумов с целью совершения актов терроризма; организация, занимающаяся террористической деятельностью или включающая в себя значительные элементы, осуществляющие подобные противоправные действия.
Террористическая группа представляет собой объединение двух или более человек, имеющих общие цели (совершение террористических актов), внутреннюю иерархию (распределение ролей), дисциплину. Как правило, террористические группы являются «боевыми» группами (подразделениями) террористических организаций. Однако террористическая организация может выступать в качестве синонима термина террористическая группа.

## Определения
Понятие террористической группы имеет различные определения в исследованиях по политологии и правовой теории.
Согласно определению Вайнберга, террористические группы — это «организации, которые могут частично или полностью полагаться на терроризм для достижения своих политических целей». Картер также подчёркивает, что террористическая группа применяет террористические тактики, то есть осуществляет намеренные атаки на гражданских лиц в целях достижения политических целей. Джонс и Либицки предлагают следующее определение: «Террористическая группа — это сообщество индивидуумов из негосударственной структуры, которое использует терроризм для достижения своих целей».
Другие исследователи, такие как Прайс, уточняют, что террористические группы «состоят из более чем одного человека и используют насилие с политической мотивацией, направленной на вызов психической реакции у аудитории, выходящей за пределы непосредственных жертв».
Несмотря на то, что отсутствует единое и общепринятое определение самого терроризма, выделяются следующие ключевые элементы:
- политическая мотивация;
- преднамеренное насилие;
- применение насилия с целью вызвать у широкой аудитории чувство страха.

## Общие и отличительные черты
Понятие террористической группы может пересекаться с понятием незаконного вооруженного формирования, когда террористическая группа действует на постоянной основе, имеет оружие. В то же время, террористическая группа может не иметь оружия, совершение террористического акта возможно без дополнительного вооружения, используя только технологические особенности объекта теракта (к примеру, вывод из строя оборудования АЭС, что может повлечь за собой техногенную катастрофу).
Основным отличием террористической группы от банды являются цели её создания. Террористическая группа создается с целью совершения террористических актов, банда с целью вооруженного нападения на физических лиц, коммерческие организации, предприятия. В подавляющем большинстве случаев террористические группы преследуют политические цели, в то время, как основная цель банды — нажива.

## Юридические аспекты участия
Юридические аспекты участия в террористических группах охватывают совокупность законов, нормативных актов и правовых механизмов, установленных законодательством для регулирования и наказания лиц, причастных к террористической деятельности. Подавляющее большинство стран имеет узконаправленные нормативно-правовые акты, предусматривающие ответственность за совершение террористических актов и участие в террористической группе. Так в Великобритании принят Закон о борьбе с терроризмом 2000 года, в Австралии Закон о борьбе с терроризмом 2005 года. Подобные законы также действуют в России, Украине и других странах. В качестве ответной меры на террористические акты 11 сентября 2001 года в США и в Канаде были приняты соответствующие юридические контртеррористические меры. В 2016 году в Израиле был принят закон о борьбе с терроризмом, который ужесточил ответственность как для террористов, так и для их соучастников.
В отличие от ответственности за совершение террористического акта, где преступление считается оконченным с наступлением общественно опасных последствий, ответственность за участие в террористической группе наступает независимо от того, наступили какие-либо общественно опасные последствия или нет. В России и Украине для квалификации действий лица как преступление достаточно наличие самого факта участия в такой группе. В Израиле уголовная ответственность также распространяется на лиц, которые содействуют достижению целей террористической группировки или участвуют в поиске средств её финансирования, а также на тех, кто выражает поддержку таким группировкам — от хвалебных публикаций до использования символики.
Данные законодательные меры направлены на предупреждение и пресечение актов терроризма, обеспечение защиты прав и безопасности граждан, а также на соблюдение законности и обеспечение общественного порядка.

## Психологические аспекты участия
Террористическое поведение обусловлено сложным взаимодействием различных факторов, включая когнитивные процессы, индивидуальные черты характера и темперамента, наследственные особенности, биологические особенности, воздействие в раннем детстве, окружающую среду и групповую динамику. Имеющиеся психологические исследования не обнаружили общих для террористов патологических черт личности. Нет убедительных доказательств того, что террористическое поведение может быть вызвано предшествующими или существующими психическими расстройствами или психопатией. В исследовании Маккоули и Сигал отмечается, что терроризм является феноменом групповой динамики и нормальной психологии, не определяемым посредством индивидуальной психопатологии.

## Идеология террористических групп
Идеология играет важную роль в формировании и деятельности террористических групп и организаций, служа как мотивацией, так и оправданием их действий. Она представляет собой систему религиозных, политических или культурных убеждений и ценностей, которые разделяются членами организации.
Большинство участников этих групп фанатично преданы идее достижения поставленных целей. Для достижения указанных целей они готовы жертвовать своей жизнью. Практика имеет массу примеров, когда участники террористических групп идут на совершение террористического акта, заранее зная, что шансы выжить стремятся к нулю. В отдельных случаях, как правило, такая практика распространена на Ближнем Востоке, террористы сознательно идут на смерть в ходе теракта.

### Вербовка и распространение идеологии
Конкретная идеология может быть распространена не только среди самих террористов, но и среди их сторонников или сочувствующих. Если идеология тесно связана с традициями и историей общества, которое они представляют, она может получить признание и поддержку даже среди тех, кто не принимает участия в террористических актах (как, например, среди палестинского общества в случае ХАМАСа). Высокий уровень социальной поддержки идеологии, как в случае с религиозными и националистическими идеологиями, способствует повышению уровня и частоты насилия, а также увеличивает вероятность более серьёзных террористических атак. Помимо прочего, чем шире распространена идеология террористической организации, тем больше людей могут быть мотивированы присоединиться к ней.

### Виды идеологий
Религиозные идеологии, такие как исламский или христианский фундаментализм, политические идеологии, включая коммунизм, левый и правый экстремизм, и этнические идеологии, например, палестинский или армянский национализм, представляют лишь некоторые из разновидностей идеологий, используемых террористическими группами. Ярким примером религиозных идеологий может служить салафитский джихадизм. Он основан на фундаменталистской интерпретации ислама и призывает к использованию насилия в целях политической реализации своих идеалов. Эта идеология служит основой для таких организаций, как Аль-Каида, и стремится к созданию политического порядка, управляемого в соответствии с религиозными принципами. Исламистские группы, в целом, представляют более высокую социальную опасность и совершают нападения, приводящие к большему числу жертв, чем неисламистские террористические группы. Среди светских идеологий, связанных с многочисленными террористическими атаками, выделяется правый экстремизм, пропагандирующий идеи превосходства белых. Правый экстремизм и джихадизм проявляют крайнюю схожесть в своей идеологии: ультраконсерватизм, реакционность, противодействие либерализации и социальному прогрессу, идеал государства, носящего тоталитарный характер, а также дегуманизация аутгрупп. Несмотря на то, что джихадизм фактически является ультраправой идеологией, его религиозно-политическую систему редко описывают, используя такую терминологию.

## Оружие
В зависимости от типа, способа и цели терактов, террористические группы могут использовать следующие типы оружия:
По происхождению:
- Атипичное оружие (кустарное, самодельное)
- Фабричное оружие (трофейное)

По виду:
- Холодное оружие (ножи, кинжалы, кортики). Такое холодное оружие как копья, шпаги, сабли и луки почти полностью вышло из употребления, уступив место нижеприведенным типам оружия.
- Огнестрельное оружие:

1. Стрелковое оружие: (малокалиберное огнестрельное оружие): пистолеты, револьверы, автоматические пистолеты, пистолеты-пулеметы, ружья (самозарядные ружья), карабины (самозарядные, автоматические), винтовки (самозарядные, полуавтоматические, автоматические), ручные пулеметы.
2. Легкие вооружения: (огнестрельное оружие малого среднего и среднего калибра): станковые пулеметы, ручные гранатометы (винтовочные, реактивные), подствольные гранатометы, станковые гранатометы, ПЗРК, переносные ПТРК, легкие минометы (минометы калибра не более 100 мм), малая реактивная артиллерия.

- Пневматическое оружие.
- Легкие взрывчатые боеприпасы: гранаты (ручные, винтовочные, артиллерийские), наземные мины, самодельные взрывные устройства.
- Зажигательные боеприпасы: зажигательные гранаты, зажигательные бомбы.
- Оружие массового уничтожения: химическое оружие, радиологическое оружие.
- Прочие типы оружия: кибероружие, информационное оружие.